# Las dos Carlotas
Las dos Carlotas (título original en alemán: Das doppelte Lottchen) es una novela del escritor alemán Erich Kästner publicada en 1949. La historia trata sobre niñas gemelas separadas al nacer que se encuentran en un campamento de verano.
La historia fue escrita originalmente para adaptarse a una película que haría propaganda nazi, pero al término de la Segunda Guerra Mundial la idea quedó olvidada. Después de la guerra, Kästner convirtió la idea en un libro de gran éxito. Posteriormente, se ha adaptado al cine muchas veces, sobre todo a la serie cinematográfica The Parent Trap de The Walt Disney Company, además de haber sido traducido a varios idiomas.[cita requerida]

## Argumento
Dos niñas de nueve años, Luisa, originaria de Luise Palffy, de Viena, y la tímida y respetuosa Carlota, originaria de Lotte Körner, de Múnich se encuentran en un campamento de verano en Bohrlaken en el lago Bohren, donde descubren que son gemelas idénticas cuyos padres se divorciaron, cada uno manteniendo a una de las niñas.
Las chicas deciden intercambiar lugares al final del verano para que Carlota tenga la oportunidad de conocer a su padre y Luisa pueda conocer a su madre. Mientras muchos adultos se sorprenden de los cambios en cada una de las niñas después de que regresan del campamento, nadie sospecha que las chicas no son quienes dicen ser.
Cuando Carlota (bajo el nombre de Luisa) encuentra que su padre planea volver a casarse, ella se enferma mucho y deja de escribirle a su hermana en Múnich. Mientras tanto, la madre de Carlota se encuentra con una foto de las dos niñas en el campamento de verano, y Luisa le cuenta toda la historia. La madre de las niñas llama a su exesposo en Viena para contarle lo sucedido y averiguar por qué Carlota dejó de escribir. Cuando oye que su hija está enferma, ella y Luisa viajan inmediatamente a Viena. A petición de las hijas, los padres se reúnen.

## Adaptaciones
Estas son todas las adaptaciones que se han hecho de la novela:
- 1950: Two Times Lotte (Alemania Occidental)
- 1951: The Lullaby of Hibari (Japón)
- 1953: Twice Upon a Time (Reino Unido)
- 1961: The Parent Trap, (Estados Unidos)
- 1965: Kuzhandaiyum Deivamum (India)
- 1966: Letha Manasulu (India)
- 1968: Do Kaliyaan in (India)
- 1980: Mischievous Angels (Corea del sur)
- 1987: Pyaar ke kabil (India)
- 1991: I and Myself: The Two Lottes (Japón)
- 1994: Charlie & Louise (Alemania)
- 1994: Dvynukės (Lituania)
- 1995: It Takes Two (Estados Unidos)
- 1995: Sisters Apart (Irán)
- 1998: The Parent Trap, protagonizada por Lindsay Lohan (Estados Unidos)
- 1998: Minty (TV series) (Reino Unido)
- 1999: Mania czy Ania (Polonia)
- 2001: Kuch Khatti Kuch Meethi (India)
- 2002: Cómplices al rescate, telenovela infantil (México)
- 2003: Tur & Retur (Suecia)
- 2007: Das doppelte Lottchen, película animada (Alemania)
- 2015: Cúmplices de um Resgate, serie de televisión (Brasil)
- 2017: Das doppelte Lottchen, película para televisión (Alemania)